# Bhadrakali (bogini)

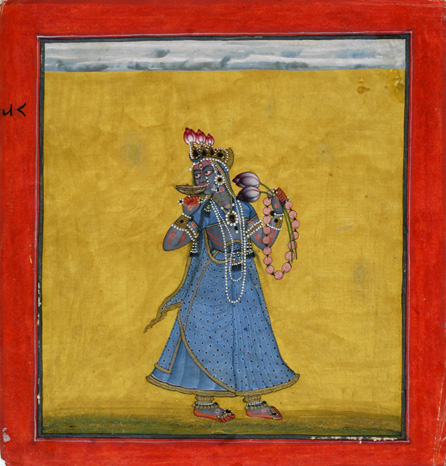
Bhadrakali

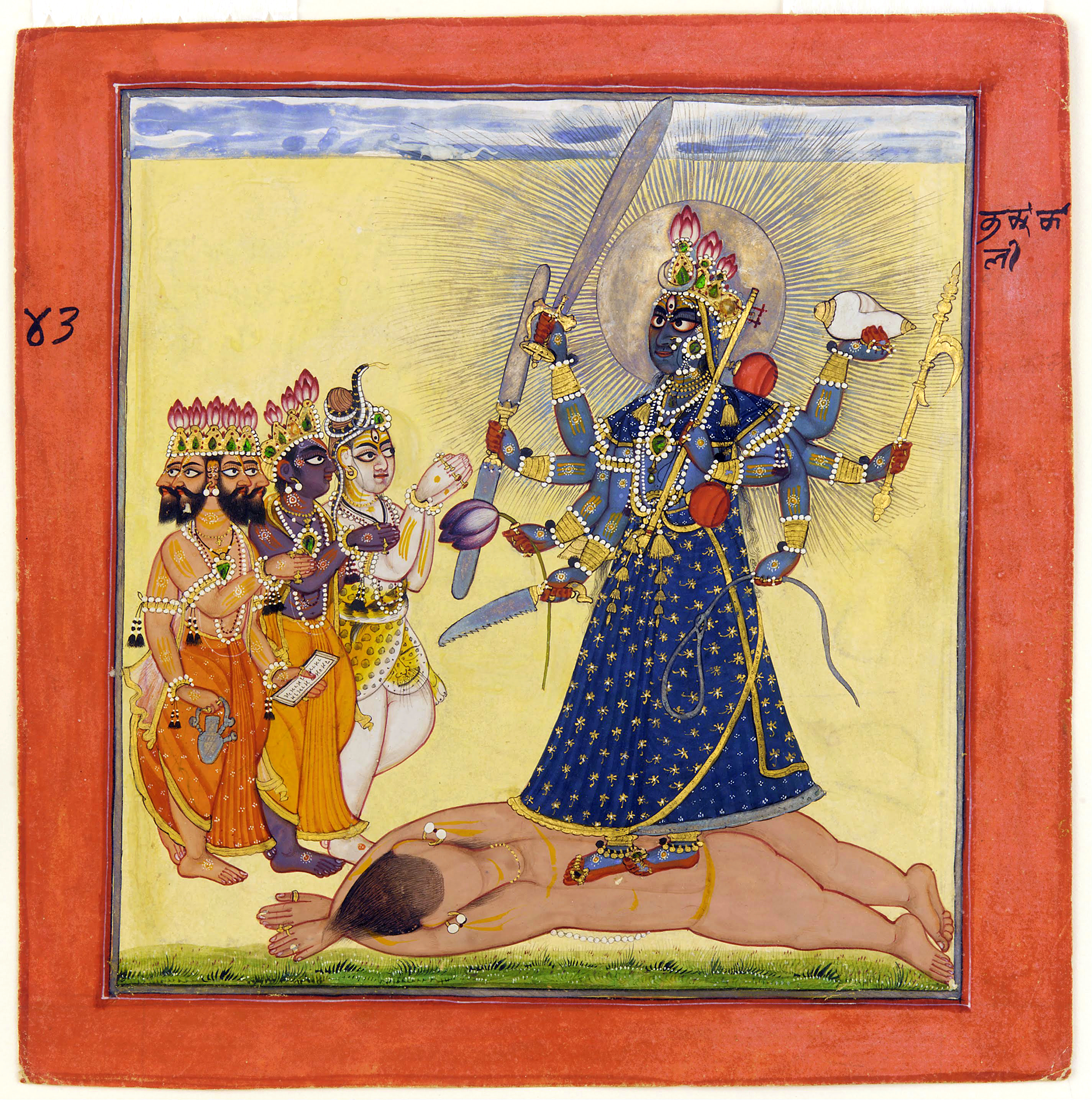

Bhadrakali (sanskryt: भद्रकाली, trl. Bhadrakālī, j.tamilski பத்ரகாளி, telugu: భద్రకాళి, malajalam: ഭദ്രകാളി, kannada: ಭದ್ರಕಾಳಿ, kodawa: ಭದ್ರಕಾಳಿ) – hinduistyczna bogini, forma bogini Kali, niekiedy uważana za żonę Wirabhadry.

## Recepcja w literaturze religijnej
- Adbhuta Ramajana przedstawia Bhadrakali jako formę, którą przybrała bogini Sita, aby zabić Rawanę
- Kalikapurana wymienia trzy kolejne emanacje Kali, którymi są boginie: Ugraćanda, Bhadrakali i Durga[1].
- Agamatattwawilasa Raghunathy zawiera imiona: Dakszinakali, Mahakali, Smasanakali, Guhjakali, Bhadrakali, Ćamindaklai, Siddhaklai, Hansakali, Kamakalakali
- Majatantra opisuje 8 form bogini Tary: Tara, Ugra, Mahogra, Wadźra, Nila, Sarswati, Kameśwari, Bhadrakali
- Tantraloka Abhinawagupty wylicza boginie: Szrysztikali, Sanharakali, Sthitikali, Raktakali, Sukali, Jamakali, Mrytjukali, Bhadrakali, Paramarakakali, Martandakali, Kalagnirudrakali, Mahakali, Mahabhairawaghoraćandakali.

## Kult

### Świątynie w Indiach

#### Himachal Pradesh
- Bhadrakali mata temple Paonta Sahib, dystrykt Sirmour

#### Jharkhand
- Bhadrakali temple Itkhori, Chatra[2]

#### Kerala

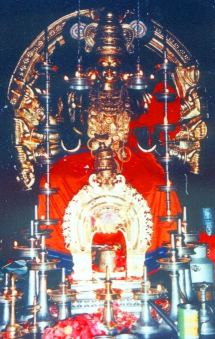
Shri Kodungallur Bhagavathy

- Pathiyanadu Sree Bhadrakali Temple – Mullassery. 1,5 km od Karakulam, 12,5 km od Thiruvananthapuram
- Vazhappully temple, Vazhappully Temple Thrissur,
- Madayi Kavu Thiruvarkadu Bhagavaty Temple – Payangadi, Kannur,
- Kodungallur Bhagavathy Temple – Thrissur
- Thirumandhamkunnu Temple – Angadippuram
- Kalarivathukkal Bhagavathy Temple, Kannur,
- Tirumanthamkunnu Temple, Angadipuram, Malappuram dystr.
- Chettikulangara Devi Temple, Mavelikkara,
- Panayannarkavu, Mavelikkara,
- Pattupurakkavu Bhagavathi temple – Pandalam
- Azhoor Bhagavathy Temple, Azhoor – Thiruvananthapuram.
- Rajarajeshwari Temple, Perunguzhi – Thiruvananthapuram.
- Chilambil Bhagavathy Temple – Chilambil, Thiruvananthapuram.
- Sarkaradevi Temple – Thiruvananthapuram
- Malayalappuzha Devi Temple – Pathanamthitta
- Elangavath kavu – Moovatupuzha – Eranakulam dyst.
- Bharanikavu Temple Kattanam, Mavelikara, Alappuzha
- Nanatty Bhagavathy Vishnumaya Temple – 4 km od Chalakudy
- Paramekkavu Bagavathi Temple – Thrissur
- Pisharikavu, Koyilandy, Kozhikode,
- Kadinamkulam Padickavilakom Bharanicadu Sree Bhagavathi Temple – Kadinamkulam
- Pathirakali Amman Temple – Trikunamalaja, Konamalai
- Mulluthara Devi Temple, Sree Bhadra Kali i Kariam Kali Moorthi – Adoor, Malamekkara, Pathanamthitta,
- Mathur Mannampully Kali Bagavathi Temple w Palakkadzie
- Kodimatha Pallipurathu Kavu Bhagavathy Temple

#### Madhya Pradesh
- Ma Bhadrakali Temple – Ujjain

#### Odisha
- Bhadrakali Temple – Aharapada, 8 kms od Bhadrak[3]

#### Rajasthan
- Kalika Mata Temple – Chittorgarh Fort, Chittorgarh
- Bajna 36 km od Ratlam, Malwa

#### Telangana
- Bhadrakali Temple w Warangal

#### Uttar Pradesh
- Bhadrakali temple w Sehpau, 35 km od Hathrasu

#### West Bengal
- Kalighat Kali Temple, Kalkuta